# Bande dessinée belge

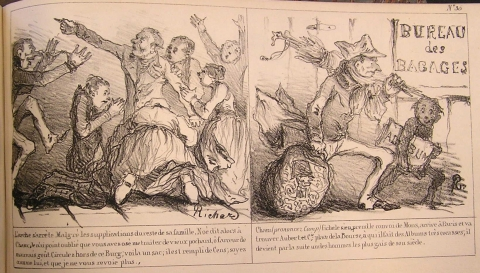
Pages de l'album "Le Déluge à Bruxelles"

La bande dessinée belge constitue un art à part entière en Belgique. La bande dessinée apparaît réellement dans ce pays dans les années 1920 sous l'impulsion d'Hergé avec son héros Tintin et plus tard le journal du même nom (1946), précédé par le journal Spirou (1937). Cette concurrence crée une émulation et un développement accru de la bande dessinée après-guerre. Chaque journal avait sa ligne éditoriale et donna lieu à deux styles. Les observateurs parleront par la suite d'école « ligne claire » pour les auteurs du journal Tintin et de l'école de Marcinelle pour Spirou, du nom du siège de l'éditeur.
Un grand nombre de bandes dessinées francophones sont d'origine belge, d'où l'expression bande dessinée franco-belge également stimulée par la création du journal français Pilote à la fin des années 1950 puis plusieurs magazines à l'instar de L'Écho des savanes, Métal hurlant, Fluide glacial et (À Suivre), qui permettent à un grand nombre d'auteurs français et belges de développer leurs créations.
Ce mouvement compte parmi ses séries les plus connues Les Aventures de Tintin, Spirou et Fantasio, Blake et Mortimer, Les Schtroumpfs, Lucky Luke, Boule et Bill, Natacha, Yoko Tsuno, Gaston, Achille Talon, XIII, Thorgal ou encore Léonard.

## Histoire
Les origines de la bande dessinée belge remontent au XIXe siècle. C'est à partir de 1840 que des imprimés comme Le Charivari ou le Magasin universel commencent à diffuser iconographies populaires (par exemple par Georges Ista) ou séquences d'images (Richard de Querelles). Ce patrimoine graphique reste toutefois encore largement méconnu.
On a ainsi coutume de dire que la bande dessinée belge démarre réellement en 1929 avec Hergé (« inventeur » de la « ligne claire ») et les premières aventures de son jeune reporter Tintin.
Ont suivi entre autres comme héros Spirou (1938), Blake et Mortimer (1946), Lucky Luke (1947), Bob Bang (1947), Félix (1949), Achille et Boule-de-Gomme (1949), Jerry Spring (1954), La Patrouille des Castors, Gil Jourdan (1956), Gaston Lagaffe (1957]), les Schtroumpfs (1958), Boule et Bill, Luc Orient, Achille Talon, Buck Danny, Dan Cooper, Bob et Bobette, Tif et Tondu, L'Agent 212, Modeste et Pompon, Bob Morane, Martine, Léonard, Chick Bill, Ric Hochet, Corentin, Cubitus, Natacha, Yoko Tsuno, Jhen, Keos, Bernard Prince, Comanche, Olivier Rameau, le Chat, Les Tuniques bleues, Thorgal, Jeremiah, XIII, IR$, Largo Winch, Gord, Fox, Albert Lombaire, Docteur Poche, Jeannette Pointu, L'Élève Ducobu, Le Scrameustache, Cédric.

## Bande dessinée belge francophone
Après la Seconde Guerre mondiale, la bande dessinée belge francophone est marquée par la prédominance de journaux destinés à la jeunesse, comme Le Journal de Tintin (bruxellois) et Le Journal de Spirou (à Marcinelle), qui donnent naissance à l'école dite de bande dessinée franco-belge. Cette bande dessinée s'est vue offrir les possibilités du marché français, elle a été amenée à se franciser, c'est-à-dire non pas à s'exprimer en français, ce qu'elle faisait déjà, mais à renoncer aux référents belges : « Les différentes maisons d'édition wallonnes et bruxelloises imposent aux auteurs dès les années cinquante un standard français pour des raisons commerciales (...) les uniformes et les panneaux de signalisation adoptent des critères hexagonaux... » Des références récurrentes aux paysages et à l'imaginaire wallons sont cependant notables chez des auteurs aussi différents que Comès ou Peyo (décors de Johan et Pirlouit). Il y a aussi les paysages qui apparaissent en quelque sorte par hasard comme la cathédrale Saint-Aubain de Namur, les langues parlées chez certaines tribus exotiques de la Natacha de François Walthéry (souvent du wallon ou picard, on retrouve aussi le même procédé chez Hergé en patois flamand de Bruxelles), les bateaux touristes le long de la Meuse à Dinant, etc.

## Bande dessinée belge flamande
Moins connue en territoire francophone, la bande dessinée flamande présente une riche tradition et sa popularité auprès du grand public est remarquable au regard de la taille du territoire. La série Jommeke de Jef Nys a vendu 45 millions d'albums en Flandre. Des auteurs comme Marc Sleen sont extrêmement populaires dans le monde néerlandophone sans pour autant avoir le même niveau de notoriété auprès du public belge francophone ou français. Des ponts existent cependant entre la BD belge francophone et la BD flamande : Willy Vandersteen, en intégrant l'équipe du Journal de Tintin, a fait de Bob et Bobette un succès auprès du public francophone et Bob de Moor, auteur de séries longtemps inédites en langue française et collaborateur d'Hergé, s'est parallèlement imposé comme un vétéran de la bande dessinée franco-belge. Ces quatre auteurs étant les initiateurs de l'école flamande. Il s'ensuit une seconde vague d'auteurs avec Karel Verschuere, Frank Sels, Paul Geerts, Karel Biddeloo, Jeff Broeckx, Eduard De Rop, Hurey, Buth, Renaat Demoen, Bob Mau, Pom ou Phil. On parle même d'une école de Louvain avec ses représentant comme Berck, Jean-Pol ou Bédu. Il faut encore citer les populaires Hec Leemans, De Marck, Willy Linthout, Jan Bosschaert. Au tournant de l'an 2000, apparaît une nouvelle bande dessinée flamande dont les représentants sont Serge Baeken, Randall Casaer, Constantijn Van Cauwenberge, Luc Cromheecke, Reinhart Croon, Steven Dhondt, Kim Duchateau, Brecht Evens, Stijn Gisquière, Inge Heremans, Jeroen Janssen, Philip Paquet, Gerolf Van de Perre, Pieter De Poortere, Olivier Schrauwen, Kristof Spaey, Simon Spruyt, Judith Vanistendael, Marnix Verduyn, Maarten Vande Wiele.

## L'expansion de la bande dessinée belge après 1945
À partir de la seconde moitié des années 1940, plusieurs journaux voient le jour. En lançant Le Journal de Tintin et les Éditions du Lombard, l'éditeur Raymond Leblanc remporte un grand succès éditorial et contribue à faire de la Belgique le centre de gravité de la bande dessinée francophone. Une autre publication belge, Spirou, lui apporte une concurrence sérieuse. Le terme de bande dessinée franco-belge prend alors tout son sens, du fait de l'imbrication des univers professionnels de ces deux pays. À la grande époque du Journal de Tintin, des auteurs comme Jacques Martin ou Tibet viennent travailler en Belgique et sont, bien que français, associés à la bande dessinée belge.
Alors que la bande dessinée belge francophone accède au marché français dans les années 1950, les auteurs de bande dessinée francophone renoncent à tout référent belge trop visible pour proposer à leur lecteur des histoires plus « universelles ». Tel n'est pas toujours le cas et certaines productions peuvent donner l'impression d'une véritable annexion au marché éditorial le plus important : alors qu'en 1950 (dans Fantasio et son Tank), Franquin dessine des  policiers portant la bombarde argentée des forces de l'ordre du royaume, celle-ci fait place (dans, par exemple, Panade à Champignac) au képi caractéristique de l'uniforme français.
Les éditeurs comme Le Lombard, Dupuis et Casterman dominent aujourd'hui en grande partie le secteur de la bande dessinée. Et ils ont à bien des égards contribué à définir la figure de l'auteur de bande dessinée moderne.

## Centre belge de la bande dessinée
Le Centre belge de la bande dessinée se trouve dans un bâtiment Art nouveau qui fut dessiné par Victor Horta. Des bandes dessinées historiques (Tintin, Spirou, Lucky Luke) aux nouvelles créations, tout ce qui traite de la bande dessinée en Belgique s'y trouve. Le centre abrite aussi la plus grande bédéthèque du monde ainsi que de nombreuses expositions temporaires.

## Auteurs
Quelques-uns des auteurs les plus connus :
- Hergé
- André Franquin
- Edgar P. Jacobs
- Bob De Moor
- Jean-Michel Charlier
- Maurice Tillieux
- Victor Hubinon
- Jidéhem
- Jijé
- Lambil
- Raoul Cauvin
- Jean-François Charles
- Didier Comès
- François Craenhals
- Paul Cuvelier
- Dany
- Max de Radiguès
- André Geerts
- Michel Greg
- Philippe Delaby
- Jacques Devos
- Johan De Moor
- André-Paul Duchâteau
- Dupa
- Franz
- Philippe Foerster
- René Follet
- Philippe Geluck
- Janry
- Gos et Walt
- Greg
- Hermann Huppen
- Xavier Löwenthal
- Roger Leloup
- Raymond Macherot
- Marvano
- Mitacq
- Mittéï
- Morris
- Benoît Peeters
- Peyo
- Jean Pleyers
- Jean Roba
- François Schuiten
- Luc Schuiten
- Jean-Claude Servais
- Jean-Philippe Stassen
- Yves Swolfs
- Tome
- Turk
- William Vance
- David Vandermeulen
- Willy Vandersteen
- Jean Van Hamme
- Thierry Van Hasselt
- François Walthéry
- Marc Wasterlain
- Albert Weinberg
- Will
- Vincent Zabus

## Maisons d'éditions belges renommées
- Casterman
- Dargaud Benelux
- Dupuis
- Gordinne
- Le Lombard

## Petits éditeurs belges
Ces éditeurs belges sont plus confidentiels en termes de volume :

### Maisons d'édition en activité
- Anspach, Arcadia uitgeverij, BD Must, Bruno Graff Éditions, Champaka, Éditions du Tiroir, Éditions de l'Âge d'Or, Éditions de l'Élan, Kennes Éditions, Khani, La Cafetière, La Vache qui Médite, Loup, Noir Dessin Production, Point Image, Saga uitgeverij, Several Pictures, TJ Éditions, Topgame, Wonderland Production.

### Maisons d'édition disparues
Serge Algoet, Bédéscope, Crocodile édition, Dessain, Édition des Archers, Éditions Chlorophylle, Éditions du Miroir, Michel Deligne, Éditions Distri B.D., Éditions Jonas, Jean-Paul Thaulez, Magic Strip, Niffle, "Nous", Pepperland, Récréabull, Synopsis Network.

#### Livres
: document utilisé comme source pour la rédaction de cet article.
- Jean Van Hamme, Introduction à la bande dessinée belge, Bruxelles, Bibliothèque royale de Belgique, 1968, 80 p., ill. ; 26 cm (lire en ligne), p. 45[catalogue] publié à l'occasion de l'exposition La bande dessinée en Belgique, Bibliothèque Albert Ier, [Bruxelles], du 29 juin au 25 août 1968
- Danny De Laet et Yves Varende, Au-delà du septième art : histoire de la bande dessinée belge, Bruxelles, Ministère des affaires étrangères, du commerce extérieur et de la coopération au développement, coll. « Chroniques belges » (no 322), 1979, 302 p., ill. (OCLC 301693218, lire en ligne).
- Jean Pirotte, Arnaud Pirotte et Luc Courtois (avec le concours de Jean-Louis Tilleul) Du régional à l’universel. L’imaginaire wallon dans la bande dessinée, Louvain-la-neuve, Publication de la Fondation wallonne, série Études et documents, Vol. 4, 1999  (ISBN 2-9600072-3-9)
- (nl) Rita Ghesquière et Patricia Quaghebeur (dir.), Averbode, een uitgever apart, 1877-2002, Averbode ; Louvain, Éditions Averbode, Presses universitaires de Louvain, coll. « Kadoc-Artes » (no 6), 2002, 548 p., ill. ; 29 cm (ISBN 9789031718771 et 9031718777, OCLC 783080652, présentation en ligne)
- Jacques Fiérain, La BD à Bruxelles et en Brabant, Charleroi, Éd. l'Âge d'or, avril 2003, 144 p., ill. ; 31 cm (ISBN 9782960119664 et 2960119665, OCLC 470388171, présentation en ligne)
- Jacques Fiérain, La BD dans les provinces de Liège, Namur et Luxembourg, Charleroi, Éd. l'Âge d'or, 2004, 112 p., ill. ; 31 cm (ISBN 9782960019698, OCLC 470388297, présentation en ligne)
- Jacques Fiérain, La BD dans la province du Hainaut, Charleroi, Éd. l'Âge d'or, septembre 2006, 96 p., ill. ; 31 cm (ISBN 9782960046458 et 2960046455, OCLC 469651838, présentation en ligne)
- Patrick Gaumer, « Belgique francophone », Larousse de la BD, Paris : Larousse, 2010, hors-texte p. 18-22.
- Frans Lambeau, Dictionnaire illustré de la bande dessinée belge : de la libération aux fifties (1945-1950), Liège, Les Éditions de la Province de Liège, 2016, 327 p., ill. ; 27 cm (ISBN 9782390100294 et 2390100295, OCLC 949771202, présentation en ligne)
- Sylvain Lesage, Publier la bande dessinée : les éditeurs franco-belges et l'album, 1950-1990, Lyon, Presses de l'ENSSIB, coll. « Papiers : essai », 2018, 424 p. (ISBN 979-10-91281-90-4, présentation en ligne, lire en ligne).
- Jessica Kohn, Dessiner des petits Mickeys : une histoire sociale de la bande dessinée en France et en Belgique (1945-1968), Paris, Éditions de la Sorbonne, coll. « Histoire contemporaine », 2022, 318 p. (ISBN 979-10-351-0797-0).

#### Articles
- Céline Aucher, « Zoom sur "la mafia de la BD flamande" », Charente libre,‎ 30 janvier 2009.
- Benoît Berthou, « La bande dessinée franco-belge : quelle industrie culturelle ? », Textyles, nos 36-37,‎ 2010 (lire en ligne).
- Frédéric Paques, « La bande dessinée en Belgique francophone au XIXe siècle », Comicalités. Études de culture graphique,‎ février 2012 (lire en ligne).